# Димитровград (футбольний клуб)
ФК «Димитровград» — болгарський футбольний клуб з однойменного міста, який бере участь у Південно-східній групі Третьої аматорської футбольної ліги.
Клуб був заснований у 1968 році після злиття двох місцевих команд «Хімік» та «Міньор». Проводить свої домашні матчі на стадіоні «Міньор» місткістю 10 000 місць. Основні кольори команди — жовті футболки, сині шорти та жовті шорти.

## Історія

### До об'єднання

#### «Хімік»
«Хімік» (Димитровград) був заснований у 1949 році під назвою «Торпедо». У 1957 році він був перейменований на «Раковскі», а в 1962 році — у «Хімік». У сезоні 1961/62 клуб посів 2-е місце в південній групі Б і вперше вийшов до Групи А, вищого дивізіону країни. У цей період атаку команди очолив Петар Жеков, який згодом став одним із найкращих нападників в історії болгарського футболу. Серед інших основних гравців команди були Васил Анков, Стойчо Тодоров, Панайот Панайотов, Димитар Славов, Іван Андонов, Димитар Ілієв, Тодор Петков, Димитар Дадалов та Димитар Бодуров. Однак клуб залишився лише на один сезон в еліті. За підсумками дебютного розіграшу 1962/63 «Хімік» зайняв останнє 16-те місце і повернувся до другого дивізіону.

#### «Міньор»
«Міньор» (Димитровград) у 1960 році вперше вийшов до Південної групи Б і до об'єднання з «Хіміком», яке відбулося після закінчення сезону 1967/68 років, постійно виступав у другому дивізіоні країни. Його найкращим досягненням було 2 місце в Групі Б в сезоні 1962/63. Серед найвідоміших футболістів, які грали за «Міньор» були Іван Деянов, Стефан Пашолов, Христо Андонов-Пелето, Георгій Міцин та Михаїл Кожухаров.

### ФК «Димитровград»
Влітку 1968 року «Хімік» і «Міньор» об'єдналися під назвою ФК «Димитровград». Об'єднана команда провела 14 сезонів поспіль у Групі Б. У середині 70-х в команді зійшла зірка молодого Стойчо Младенова. Найкращим досягненням для клубу у цей період було 2-е місце в сезоні 1978/79 під керівництвом тренера-дебютанта Димитара Пенева, легенди ЦСКА (Софія). На посаді головного тренера він покладався на колишніх гравців ЦСКА, зокрема Пламена Янкова та Стоїла Тринкова, молодого воротаря Владо Делчева, Івана Бербатова (батька Димитра Бербатова), Каліна Топузакова (батька Еліна Топузакова).
У сезоні 1981/82 «Димитровград» фінішував на 16 місці і вилетів до Групи В. Згодом команду очолив Іван Кючуков, якому вдалося побудувати бойову команду і у 1985 році «Димитровград» повернувся в Групу Б, де в сезоні 1985/86 посів друге місце і вийшов до Групи А.
Після виходу до елітного дивізіону тренерський пост зайняв Григор Петков. Капітаном команди став відомий захисник Іван Ілієв, що перейшов зі столичної «Славії». Серед інших відомих імен у колективі — Ангел Калбуров, Христо Денчев та Георгій Кутянов. Тоді ж у команді з'явились молоді вихованці Митко Трендафилов та Дончо Донев, які також дебютували в еліті. Однак команді знову не вдалося залишитися в вищому дивізіоні. У сезоні 1986/87 клуб посів останнє 16-е місце з 21 очком. «Академік» (Свиштов), «Спартак» (Плевен) і «Берое» набрали таку ж кількість очок, але в «Димитровграду» була найгірша різниця голів, через що команда після одного сезону понизилась у класі.
У сезоні 1987/88 під керівництвом Мавро Маврова команда фінішувала на останньому 20-му місці у другому дивізіоні та вилетіла в Групу В.
З 1992 по 1997 рік команда називалася «Компакт» (Димитровград). У сезоні 1993/94 тренером команди був росіянин Володимир Юлигін, який повернув «Компакт» до Групи Б. В цей час у його команді були співвітчизники Віктор Булатов та Володимир Рафаєнко, проте в 1994 році в команді виникли фінансові проблеми, і Юлигін покинув свою посаду. «Димитровград» залишався в Групі Б до 1999 року, а в 2000 році розпався.
Перед початком сезону 2003/04 клуб був відновлений і став брати участь у обласному чемпіонаті ОФГ-Хасково.
У 2004 році три димитровградські команди об'єдналися — «Сієра 2000», «Септемврі» (квартал Черноконево) та ФК «Димитровград».
У 2008 році команда повернулася до Південно-східної футбольної групи В під назвою «Хімік», потім у 2009 році вона була перейменована у ФК «Димитровград 1947» та прийняла історію оригінального ФК «Димитровград».

## Найкращі результати
- 2 сезони в Групі А: 1962/63 (16 місце, як «Хімік») і 1986/87 (16 місце).
- 1/8 фіналу Кубка Болгарії: 1954 року (як «Торпедо») і 1962/63 (як «Раковскі»).
- 2 місце Групи Б: 1961/62 (як «Раковскі»).
- 2 місце Південної групи Б: 1962/63 (як «Міньор»), 1964/65 (як «Міньор»), 1978/79 (як «Димитровград») і 1985/86 (як «Димитровград»).
- 3 місце Південної групи Б:: 1977/78 (як «Димитровград»).
- Володар Кубка аматорської футбольної ліги: 2000/01 (як «Сієра 2000»).

## Відомі футболісти
- Петар Жеков
- Стойчо Младенов
- Дончо Донев
- Елін Топузаков
- Мітьо Мандов
- Віктор Булатов
- Вова Рафаєнко
- Дінко Господинов
- Владо Делчев